# Georgiens Weg

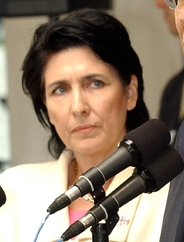
Parteichefin Salome Surabischwili

Georgiens Weg (georgisch საქართველოს გზა, Sakartwelos Gsa) ist eine Mitte-rechts-Partei in Georgien. Ihre Vorsitzende ist die frühere georgische Außenministerin und ehemalige Präsidentin Salome Surabischwili.

## Geschichte
Die Partei wurde am 11. März 2006 in Tiflis amtlich registriert. Am 12. März fand eine Gründungsversammlung in der Tiflisser Philharmonie statt, an der rund 2.000 Menschen teilnahmen. Initiatorin der Gründung war die frühere Außenministerin Surabischwili. Die im November 2005 gegründete Salome-Surabischwili-Bewegung bildet den Kern der Partei.

## Grundsätze
Die Partei stand in Opposition zur Regierung des Präsidenten Micheil Saakaschwili, dem sie vorwirft, die Versprechen der Rosenrevolution 2003 nicht erfüllt zu haben. So wendet sie sich gegen traditionelle Clanstrukturen in Politik und Gesellschaft, mit denen Bürgerrechte immer wieder ausgehebelt würden.
Georgiens Weg plädiert für eine reale Demokratie, die auf den Menschenrechten, dem Rechtsstaat und der Gewaltenteilung gründe. Die Rechte des Parlaments gegenüber der Regierung, die Unabhängigkeit der Gerichte und der Massenmedien sollen verstärkt werden. Privates Unternehmertum soll gefördert und das Privateigentum stärker geschützt werden. Dem in Georgien verbreiteten Hass soll entgegengetreten und für ein Klima der Versöhnung und der Toleranz gesorgt werden. Zu Abchasien und Südossetien sollen neue, friedliche Beziehungen aufgebaut werden. Georgiens Außenpolitik soll sich auf den Beitritt zur Europäischen Union und zur NATO konzentrieren, zugleich sollen partnerschaftliche Beziehungen zu Russland entwickelt, der aggressive Ton dem nördlichen Nachbarn gegenüber beendet werden.

## Politik
Die Partei will sich von anderen Oppositionsparteien darin unterscheiden, dass sie die Regierung nicht nur kritisiert, sondern zugleich eigene Konzepte zur Bewältigung von politischen Problemen vorlegt. Dabei will sie eng mit Fachleuten aus der im November 2005 gegründeten Salome Surabischwilis öffentlicher Bewegung kooperieren. Als einzige Oppositionspartei begrüßte sie am 28. Juli 2006 die umstrittene Polizeiaktion der georgischen Regierung in Abchasien und die Einsetzung der bislang in Tiflis residierenden abchasischen Exil-Regierung in der Kodori-Schlucht.
Im November 2007 schloss sich die Partei mit der Republikanischen Partei Georgiens, der Konservativen Partei, der Freiheitsbewegung (Tavisupleba), Unser eigener Weg, der Volkspartei, der Bewegung für ein vereintes Georgien, der Partei Georgische Truppe und der Partei Nationales Forum zum Oppositionsbündnis Vereinter Nationalrat zusammen, das am 12. November Lewan Gatschetschiladse als Präsidentschaftskandidaten nominierte.

## Schwierigkeiten
Obgleich die Parteivorsitzende sehr angesehen ist, konnte sich Georgiens Weg bislang nicht im georgischen Parteiensystem etablieren. Bei den Stadtratswahlen in Tiflis am 5. Oktober 2006 gaben nur 2,77 % der Wähler der Partei ihre Stimme. Noch im April 2006 hatten 23,1 % der Georgier in einer von der Wochenzeitung Kwiris Palitra veröffentlichten Meinungsumfrage erklärt, sie würden Surabischwili zur Präsidentin wählen.